# Баднюк
Бадню́к (рос. Баднюк, удм. Бадьнюк) — присілок в Малопургинському районі Удмуртії, Росія.
Урбаноніми:
- вулиці — Горобинова

## Населення
Населення — 13 осіб (2010; 9 в 2002).
Національний склад станом на 2002 рік:
- удмурти — 100 %